# محمد
محمّد بن عبداللّه (حدود ۵۵۰ تا ۵۷۰ – ۶۳۲ یا بعد از ۶۳۴ میلادی) بنیان‌گذار و پیامبر اسلام است. مسلمانان او را آخرین پیامبر در سلسلهٔ پیامبران الهی و تحویل‌دهندهٔ قرآن می‌دانند.
منابع تاریخی برای بازسازی سرگذشت محمّد، قرآن، یافته‌های باستانی، منابع غیراسلامی معاصر او و روایات اسلامی هستند. جزئیات قابل‌اطمینان زندگی او بسیار کم هستند؛ در روایات اسلامی مثل احادیث، به‌طور مفصل به زندگی‌اش پرداخته شده اما برخی از محققان، به این علت که روایات اسلامی قرن‌ها بعد از محمّد نوشته شده‌اند، آن‌ها را فاقد ارزش تاریخی می‌دانند. تاریخ تولد محمّد مشخص نیست؛ او در بازه‌ای میان ۵۵۰ تا ۵۷۰ میلادی زاده شده است. از طفولیت و اوایل بزرگسالی‌اش جز اینکه به گفتهٔ قرآن یتیم بوده است و احتمالاْ از قبیلهٔ بنی‌هاشم بوده و تجارت می‌کرده است، اطلاعات چندانی در دست نیست و تنها با نخستین آیات قرآن وارد تاریخ شده است.
در سوره‌هایی که فرض می‌شود نخستین باشند، محمّد به اهل مکّه هشدار نزدیکی روز حساب، پایان جهان و ثواب و عقاب الهی می‌دهد اما آن‌ها پیامش را نمی‌پذیرند. به‌گفتهٔ قرآن، کفّار نقشه می‌کشیدند تا محمّد را «بکشند» یا «اخراج» کنند. محمّد که موفقیتی حاصل نکرده، با پیروانش به یثرب (مدینه) هجرت و آن‌جا امت خود — که در آغاز شامل یهودیان و مسیحیان هم می‌شده — را تأسیس می‌کند. در مدینه، محمّد پیروانش را به جهاد علیه مکّیان می‌خواند و پس از چند نبرد، موفق به فتح مکّه می‌شود. در سوره‌های مدنی، هشدارهای آخرالزمانی کاهش یافته‌اند، اما احادیثی مثل «حدیث دو انگشت» نشان می‌دهند محمّد کماکان در انتظار پایان جهان بوده است. در سوره‌های مکّی محمّد کاملاً انسانی با اوصاف بشری توصیف شده است و جایگاه او در سوره‌های مدنی بالاتر رفته است. از اقدامات محمّد در سال‌های پایانی عمر، تدارک حمله به سرزمین مقدّس بوده؛ منابع غیراسلامی هم‌عصر او چنین می‌نمایانند که محمّد شخصاً مهاجمان را رهبری کرده است، هر چند منابع اسلامی سعی در کم‌رنگ کردن نقش او در این جنگ داشته‌اند. محمّد حدود ده سال پس از هجرت، در سال ۶۳۲ یا بعد از سال ۶۳۴ میلادی درگذشت.
محمّد در بستری تاریخی زیست که در آن انتظارات آخرالزمانی وجود داشت و مسیحیان، زرتشتیان و یهودیان آن دوره تصور می‌کردند پایان جهان به‌زودی می‌رسد. محمّد و جنبش دینی او نیز از بستر تاریخی خود جدا نبوده‌اند؛ هشدارِ نزدیکی یا حتی آغاز شدن آخرالزمان، بخش بزرگی از محتوای قرآن و احادیثِ قدیمی محمّد را تشکیل می‌دهد و منابع غیراسلامی معاصر او به وجههٔ آخرالزمانی جنبش محمّد گواهی داده‌اند. نتیجتاً، برخی دانشوران محمّد را یک «واعظ آخرالزمانی» و اسلام نخستین را جنبشی با محوریت سرزمین مقدّس و اورشلیم محسوب کنند. در مقابل، گروهی از پژوهشگران او را مصلحی عمل‌گرا می‌دانند که از هشدارهای آخرالزمانی به‌عنوان وسیله‌ای برای رسیدن به اهداف خود استفاده کرده است.
قرآن توسط پیروان محمّد به‌عنوان کلام وحی مکتوب شده است و به‌همراه احادیث و روایات مرتبط به او، منبع اصلی شریعت اسلام هستند. مسلمانان محمّد را الگویی برای خود می‌دانند و روزهای منسوب به تولد و درگذشت او را گرامی می‌دارند. پس از مرگ او، پیروانش که بعدها «مسلمان» نام گرفتند، در خصوص جانشینی او دچار اختلاف و به گروه‌های مختلفی از جمله اهل سنت و شیعه تقسیم شدند. محمّد در هنر و ادبیات اسلامی، نمود زیادی داشته است، از او نگاره‌های بسیاری کشیده‌شده و اشعار فراوانی در وصفش سروده شده است. نزد مسیحیان قرون وسطی، محمّد به‌عنوان مردی حیله‌گر یا بتی که مسلمانان می‌پرستیدند یاد می‌شد؛ در قرن‌های ۱۹ و ۲۰ میلادی، با نگارش کتاب‌های تحقیقی، چندی از دیدگاه‌های منفی جامعهٔ غرب نسبت به او کاهش پیدا کرد. زندگانی و اعمال محمّد همواره مورد انتقاد برخی از غیرمسلمانان بوده است.

## زمینهٔ تاریخی

### باورهای آخرالزمانی در قرون ششم و هفتم میلادی
وقت تمام شد، و ملکوت خدا نزدیک است. توبه کرده و به انجیل ایمان بیاورید.

عهد جدید، انجیل مرقس، ۱:۱۵
در آغاز قرن ششم میلادی، بسیاری در خاورمیانه و جهان مدیترانه منتظر پایان جهان بودند و جنبش دینی جدید محمّد در کنارهٔ این فضا (یا حتی به‌عنوان بخشی از آن) شکل گرفت. مسیحیان، یهودیان و زرتشتیان تصور می‌کردند که درحال زندگی‌کردن سال‌های پایانی جهان هستند و دنیا با پیروزی نهایی یک امپراتوری زمینی به آخر خواهد رسید. امپراتوری روم شرقی از آغاز قرن ششم فعالیت‌هایش در کرانهٔ دریای سرخ را افزایش داده بود که نتیجتاً در سیاست و دین محل زندگی محمّد تأثیر می‌گذاشت. همین زمان برای بسیاری از مسیحیان، آغاز ششمین هزاره از زمان خلقت به حساب می‌آمد. بر اساس باوری که ریشه در یهودیتِ اولیه داشت، جهان شش هزار سال به طول می‌انجامید. عیسی نیز در میانهٔ آخرین هزاره زاده شده بود؛ لذا، با آغاز قرن ششم، ایشان به انتظار پایان جهان نشستند. عدم نابودی دنیا انتظارات آخرالزمانی را از بین نبرد، بلکه تشدید کرد، چراکه تصور می‌کردند وارد «دورهٔ پایان جهان» شده‌اند. فتح اورشلیم توسط خسرو پرویز و بازپس‌گیری صلیب راستین توسط هراکلیوس این انتظارات را به اوج رساند. این جنگ و بیماری‌ها، کشتارها و ویرانی‌هایی که به دنبالش آمدند، با ایجاد فضایی بی‌ثبات و جهانی دلهره‌آور، منطقهٔ خاورمیانه و مدیترانه را آبستن پذیرش شوم‌ترین وعیدها و باشکوه‌ترین وعده‌ها کرده بودند؛ قیام‌های موعودگرایانه از مشخصه‌های این عصر هستند.
زرتشتیانِ اواخر دورهٔ ساسانی نیز معتقد بودند جهان با پیروزی امپراتوری زمینی به پایان می‌رسد. ایشان، برخلاف مسیحیان، که روم را در نظر داشتند، برپایی حکومت الهی در زمین را سرنوشت مقدر ایران می‌یافتند. فتوحات پادشاه ایران نقش اساسی در شکست اهریمن از اهورامزدا ایفا می‌کرد؛ نام یکی از منجی‌های زرتشتی، کِی‌بهرام بود. بر اساس زند وهمن یسن، او پس از شکست ایران در سه نبرد، متولد و در سی‌سالگی به‌همراه مردان پارسا از شرق و با درفش‌های افراشته وارد ایران‌زمین خواهد شد تا حکومت ایران را از نو در جهان برقرار کند. این انتظارات، به‌ناگه با شورش بهرام چوبین در پایان قرن ششم (۵۹۰–۵۹۱) زنده شدند؛ بسیاری از هواداران بهرام، او را پادشاه موعود یافتند. شاهان ساسانی نیز خود را وارثان این پیشگویی می‌دانستند؛ پایان هزاره بر اساس محاسبهٔ ساسانیان، سال ۶۵۹ میلادی بود و کی‌بهرام پیش از آن تاریخ می‌بایست دشمنان ایران را شکست می‌داد؛ لذا، تعجب‌آور نیست که اشراف‌زاده‌ای به نام «بهرام» چوبین در سال ۵۹۰ میلادی و بعد از حملهٔ هون‌های سفید به ایران، سر به شورش برداشت و از انتظارات آخرالزمانی استفاده برد. چون خسرو پرویز او را کشت، بسیاری تصور کردند به غیبت رفته و روزی بازخواهد گشت.
ظاهراً، فتح اورشلیم توسط خسرو پرویز بر آتش انتظارات آخرالزمانی یهودیان دمیده است. به‌گفتهٔ منابع مسیحی، ایرانی‌ها مسیحیان را از اورشلیم بیرون و یهودیان را حاکم شهر کردند. یهودیان محتملاً در این دوره توسط شخصیتی مسیحایی رهبری می‌شدند و می‌توانستند بر کوه معبد قربانی کنند. متون آخرالزمانی یهودی این عهد، شکست رومی‌ها و بازگشت سرزمین مقدّس به فرزندان ابراهیم را آغاز آخرالزمان دانسته‌اند. در سِفر ئلییهو (تألیف آغاز قرن هفتم)، میکائیل خبر از ظهور پادشاه آرمیلوس می‌دهد که نبردهای آخرالزمان را پیروز خواهد شد. او پادشاهی ایرانی خواهد بود که پس از شکست آخرین پادشاه روم از او، مسیحا ظهور و معبد را برپا خواهد کرد. آرمیلوس ظاهراً همان ضدمسیح منابع مسیحی است. سِفر زروبابل متنی مشابه است که در آن، خدا زروبابل را به قسطنطنیه می‌برد. آنجا، میکائیل خانهٔ کثافت (کلیسا) را نشانش می‌دهد و می‌گوید از نزدیکی شیطان با مریم فرزندی به نام آرمیلوس زاییده خواهد شد که با شکست پادشاه ایران سرور جهان می‌شود. مجسمهٔ مادرش (مریم) را از خانهٔ کثافت بیرون می‌برد تا همهٔ ملل چون بتی بپرستندش. آرمیلوس سرانجام مسیحای نسل یوسف را خواهد کشت، اما مسیحای نسل داوود با نفس مسیحایی‌اش شکستش خواهد داد. با نابودی رومیان، اسرائیل جای ایشان را خواهد گرفت و خدا معبد آسمانی را به زمین خواهد فرستاد تا عبادت و قربانی در سرزمین مقدّس برقرار شود.

### عربستان پیش از اسلام

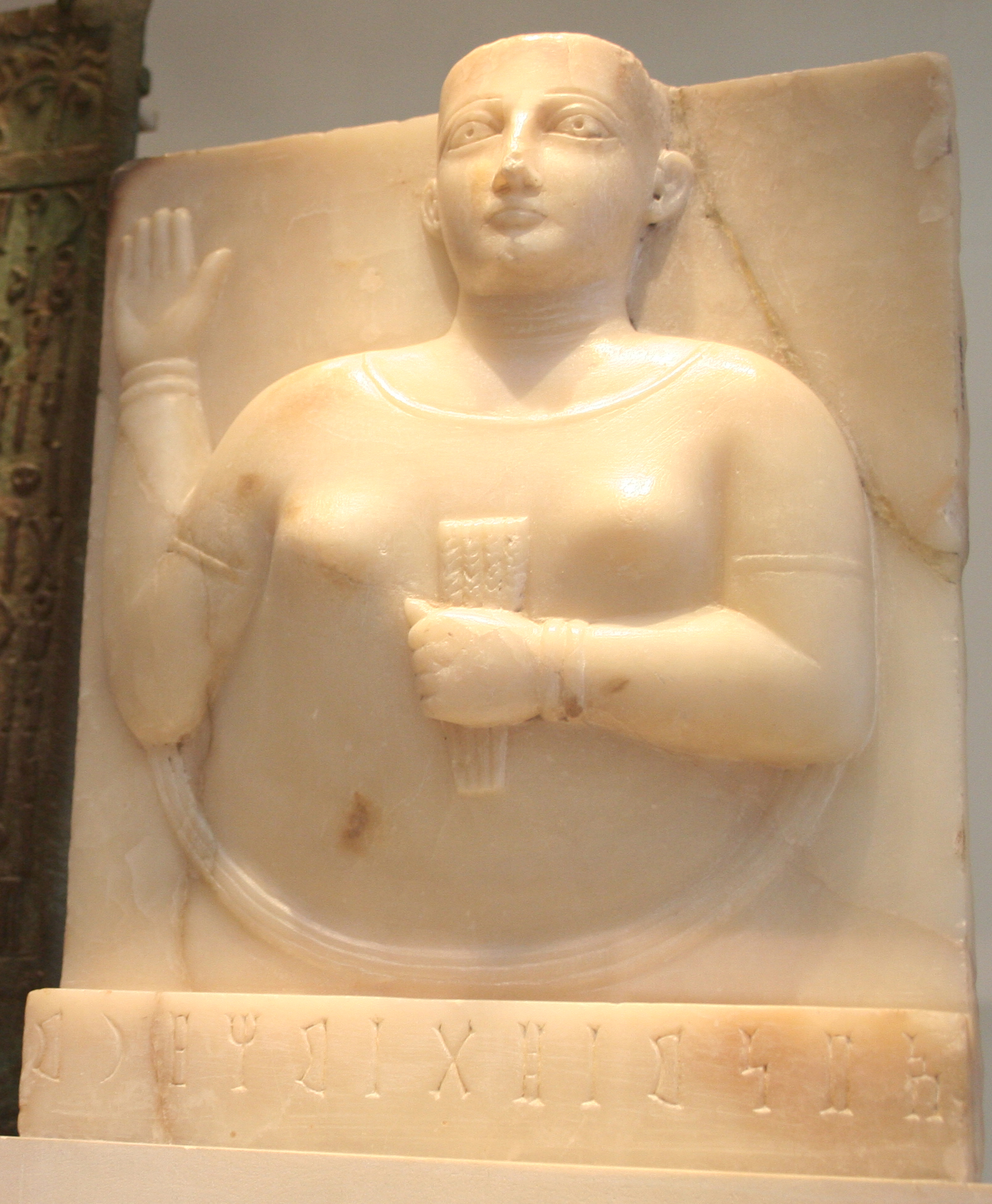
سنگ قبر زن جوانی به نام ابان از عربستان پیش از اسلام. بالا گرفتن دست راست و خوشهٔ گندم در دست چپ، نشانهٔ باروری هستند. بنگرید به دین و باروری.

مطالب بی‌شماری در منابع اسلامی دربارهٔ عربستان پیش از اسلام وجود دارد، اما این مطالب دو قرن بعد از وقایع و توسط خارجی‌ها نوشته شده‌اند، به‌صورت شفاهی منتقل می‌شدند و بنا به دلایل دینی و غیره دستخوش تحریف شده‌اند. این منابع، آن عهد را «دورهٔ جاهلیت» نامیده‌اند. با این حال، یافته‌های عظیم باستان‌شناسی از سال ۲۰۰۰ میلادی — که دولت سعودی به باستان‌شناسان خارجی اجازهٔ کاوش داد — چشم‌انداز عربستان پیش از اسلام را تغییر داده‌اند و تاریخ این دوره دیگر بر اساس از منابع اسلامی مطالعه نمی‌شود؛ بلکه این کتیبه‌ها — که دقیق، معاصر و مصون از تحریف هستند — بیشترین اهمیت را دارند. گرچه هیچ‌کدام از آثار اکتشافی به دورهٔ محمّد نسبت داده نشده‌اند، اما کتیبه‌ها، آثار و ابنیهٔ بسیاری از سال‌های پیش از ۵۶۰ میلادی کشف شده‌اند که نشانی از «جاهلیت» ندارند؛ در عوض، مشخص می‌کنند که عربستان قبل از اسلام متشکل از پادشاهی‌های قدرتمند، جوامع شهرنشین، راه‌های تجاری و معماری غنی بوده و بسیاری از مردمش توانایی خواندن و نوشتن داشته‌اند. یافته‌های باستانی همچنین نشان می‌دهند ظاهراً واردات ظروف سرامیکی از سایر سرزمین‌ها در قرن ششم میلادی متوقف شده است؛ محتملاً در اثر توقف تجارت به‌دلیل جنگ، بیماری و بلایای طبیعی؛ و همین موضوع منطقه را آبستن انتظارات آخرالزمانی کرده است.
از نظر دینی، این کشفیات منجر به نتایج مشابهی شده‌اند: عربستان پیش از اسلام بخشی از جهان یهودی-مسیحی مدیترانه بوده است. در واقع بت‌پرستی و پرستش خدایان باستانی حداقل از قرن چهارم میلادی — بیش از دو قرن پیش از محمّد — برافتاده بوده و پادشاه حِمیَر حدوداً در سال ۳۸۰ میلادی به یهودیت گرویده است. قرآن خود به مسیحی-یهودی بودن مخاطبانش گواهی می‌دهد—از جمله حضور پررنگ شخصیت‌های عهدین که طبیعتاً بت‌پرستان مخاطبان آن‌ها نبوده‌اند— و هرگز به بت‌پرستی‌شان اشاره‌ای نکرده است. در عین حال، در اعتقادات این یهودیان و مسیحیان عناصری از دین قدیم عرب وجود داشته که قرآن آن را در تعارض با توحید یافته و به همین دلیل «مُشرک» می نامدشان. به‌گفتهٔ آلفرد-لویی د پرمار، تعلق محمّد به یکی از این فرقه‌های مسیحی-یهودی تقریباً قطعی است. اما اینکه محمّد به کدام فرقهٔ یهودی-مسیحی تعلق داشته، کاملاً مشخص نیست. امیرمعزّی از ترکیبی از فرقه‌های یهودی، فرقه‌های غیرتثلیثی مسیحیت (مثل نسطوریان، آریانیان و غیره)، دگراندیشان مانوی یا حتی آمیزه‌ای از این‌ها را به‌عنوان دین محمّد محتمل می‌داند. رهبر مجموعهٔ ایلاتی که قریش به آن تعلق داشته، احتمالاً خود مسیحی بوده و با روم شرقی روابط نزدیک داشته است. خدایان سنگی فقط در منطقهٔ نَبَطیّه یافت شده‌اند و در باقی مناطق، این تندیس‌ها کارکرد عزاداری مردگان را داشته‌اند. در عربستان جنوبی، خدایان بزرگ را با تخت‌های سلطنت خالی نمایش می‌دادند. با اطمینان می‌توان گفت منابع اسلامی — که از بت‌پرستی در عربستان می‌گویند — دچار اشتباه شده‌اند. در واقع، نویسندگان مسلمان حتی نمی‌دانستند خط عربی چگونه شکل گرفته؛ آنان از زید بن عدی در دربار خسرو پرویز به‌عنوان مخترع خط عربی یاد می‌کنند، لیکن خط عربی حداقل ۱۵۰ سال قبل از محمّد در منطقهٔ نَجران استفاده می‌شده و در خدمت تبلیغات مسیحی بوده است. یا مثلاً تقویم قمری امروزی — برخلاف روایت مسلمانان — در خارج از مکّه استفاده نمی‌شده و تقویم متفاوتی در نجران رایج بوده است.
بعد از فتح شاهنشاهی هخامنشی توسط اسکندر مقدونی زبان و فرهنگ یونانی در منطقه رواج پیدا کرد، هرچند زبان‌های خاورمیانه و مراکز سنتی دینی جایگاهشان را از دست ندادند. مسیحیت در این شرایط به وجود آمد. تا قرن چهارم میلادی دولت روم یک کلیسای رسمی مسیحیِ یونانی‌مآب ایجاد کرد و تلاش آن‌ها برای تحمیل این مسیحیت بر مسیحیان غیریونانی زبان خاورمیانه، باعث مقاومت از جانب آن‌ها شد؛ این مقاومت بیشتر از نظر دینی و به‌خصوص دربارهٔ ماهیت شخص عیسی بود. با اختلاف‌های شکل گرفته، سرانجام سه کلیسای سریانی، قبطی و مشرق شکل گرفتند. اعراب شمالی به‌مرور پیرو مسیحیتِ کلیساهای خاورمیانه شدند؛ در شام غَسّانیان کلیسای سریانی و در بین‌النهرین لَخمیان کلیسای مشرق را انتخاب کردند. کلیسای مشرق تقریباً در هر نقطه‌ای که قدرت پادشاهان ایران می‌رسید، سکونتگاه‌های مسیحی ایجاد و کیش خود را تبلیغ می‌کرد. برخی از ساکنان عربستان نیز دین سنتی خود را حفظ کرده بودند. به‌علاوه، قبایل یهودی مثل بنی‌قُرَیظه نیز در آن منطقه زندگی می‌کردند. در یمن دینی یکتاپرستانه با محوریت خدایی به نام «رحمانان» وجود داشت. قرآن تعدادی از خدایان عرب را نام برده: لات، عُزّیٰ، مَنات، وَدّ، هُبَل، سُواع، یَغوث و غیره.

## مسئلهٔ تاریخ‌نگاری زندگی محمّد
یک قرن و نیم پیش [پژوهشگران] تصوّر می‌کردند محمّد شخصیتی است که «نور تاریخ» بر همهٔ ابعاد زندگی‌اش تابیده است. امروزه اما او تقریباً به «معمایی کامل» تبدیل شده است.

استیون شومیکر، قرآنِ مورخان
منابع زندگانی محمّد چهار دسته‌اند: ۱) قرآن، ۲) کتیبه‌ها، اسناد و یافته‌های باستانی، ۳) منابع معاصر یا نیمه‌معاصر غیراسلامی به زبان‌های ارمنی، یونانی و سریانی و ۴) منابع روایی اسلامی به عربی که حدیث و سیره (یا سیره المَغازی) نامیده می‌شوند. سه گروه نخست محصول صد سالهٔ اول از زمان حیات و مرگ محمّد هستند. احادیث و سیره‌ها اما در نظر تعداد زیادی از پژوهشگران، بازگوکنندهٔ حوادث واقعی زندگی محمّد نیستند، بلکه نشان می‌دهند که مسلمینِ اعصار بعدی چگونه پیامبرشان را به خاطر می‌آوردند؛ خاصه آنکه قدیمی‌ترین اثر مکتوبی که حاوی چنین مطالبی باشد، به بازه‌ای ۱۵۰ تا ۲۵۰ ساله بعد از مرگ محمّد تعلق دارد و حتی قدیمی‌ترین احادیث و سیره‌های موجود نیز مملو از مباحث کلامی و گاه افسانه‌ای هستند.

### قرآن
قرآن قابل‌اطمینان‌ترین منبع برای بازسازی زندگی محمّد است که به اعتقاد مسلمانان از طرف خدا بر محمد نازل شد. دربارهٔ الحاقی بودن برخی از آیات و سوره‌ها بحث‌هایی وجود دارد، اما در مجموع اغلب پژوهشگران اتفاق نظر دارند بیشتر مطالب قرآن در قرن هفتم میلادی و در منطقهٔ حجاز شکل گرفته‌اند و آزمایش رادیوکربن بر روی نسخه‌های خطی نشان می‌دهد که بخش بزرگی از آن در نیمهٔ دوم قرن هفتم میلادی (انتهای قرن اول هجری) وجود داشته است. یکی از دیدگاه‌های رایج میان دانشوران این است که نسخهٔ نهایی قرآن تا دورهٔ خلافت عبدالملک بن مروان اموی (۶۸۵–۷۰۵ م) تکمیل شده و در این مدت همچنان بازنگری و ویراستاری می‌شده، هرچند استدلال‌هایی در رد این دیدگاه نیز ارائه شده است، مثلاً عدم تعمیم دستور قرآن مبنی بر اطاعت از محمّد به دورهٔ بعد از مرگ او.
در قرآن اطلاعات دقیقی از محل تولد، مرگ، همسران و فرزندان محمّد و اشارات صریحی به اتفاقات، افراد و تواریخ زندگی و دهه‌های آغازین از اعلام پیامبری او وجود ندارد و تلاشی نمی‌کند که زندگی‌نامه‌ای از محمّد ارائه دهد. مطالب قرآن از چهار دستهٔ آخرالزمانی، احکام، مباحثات با دیگر ادیان و داستان‌های پیامبران هستند. با وجود این، قرآن داستان دو شهر را نیز بازگو می‌کند: یکی مکانی مقدّس به نام «مسجد الحرام» یا «بیت العتیق» است که با «کعبه»، «درهٔ مکّه» یا «منطقهٔ بکه» ارتباط دارد. دیگری «المدینه» (شهر) یا «یثرب» نام دارد که مؤمنان پس از «اخراجشان» در آن سکونت گزیده‌اند. این مکان‌ها ممکن است با مکّه و مدینهٔ منابع اسلامی یکسان نباشند و با تکیه به قرآن به‌تنهایی نمی‌توان موقعیت جغرافیایی‌شان را مشخص کرد. مسلمانان مطالب قرآن را به دو دستهٔ مکی و مدنی تقسیم کرده‌اند. قرآن‌پژوهان معاصر این دسته‌بندی را نپذیرفته‌اند، اما مورد قبول است که برخی از سوره‌های قرآن قبل از هجرت و برخی بعد از هجرت نازل شده‌اند.
با وجود این، دربارهٔ اینکه بتوان قرآن را منبعی دستِ‌اول در ربط با زندگی محمّد یافت، اختلافاتی وجود دارد، چراکه اشاراتش به زندگی محمّد اندک، غیرمنسجم و گنگ هستند. به‌گفتهٔ دانشنامهٔ اسلام، قرآن دربرگیرندهٔ اطلاعات نهان فراوانی از زندگانی محمّد است، اما کاربرد اصلی آن این نیست که «منبعی تاریخی» باشد. از مهم‌ترین دشواری‌ها در درک قرآن، نبود منابع کافی و ابهامات پیرامون عربستان پیش از اسلام است که امکان مطالعهٔ تطبیقی و بررسی فضایی که اسلام به آن پاسخ می‌داد را سلب می‌کند. هیچ تاریخ‌نگاری برای شرح فضای سیاسی، هیچ متن مقدّسی برای شرح فضای دینی و هیچ طوماری برای شرح اختلافات فرقه‌ای پیش از اسلام، موجود نیست. در حالی که برخی از مورخان برای درک تاریخ دینی این دوره، علاوه بر متن قرآنی، همچنان به منابع عربی متأخر نگاه می‌کنند، برخی دیگر تمایل دارند جستجوی خود را برای یافتن زمینه تاریخی با جستجو در جاهای دیگر در شبه‌جزیرهٔ عربستان یا حتی دورتر گسترش دهند. به‌جای آن، مقادیر معتنابهی شعر وجود دارد که استفاده و بررسی صحت آن‌ها دشوار است. لذا برخی از پژوهشگران استدلال‌هایی داشته‌اند (مثلا روایت ولادت عیسی که گفته شده ریشه در کلیسایی در اورشلیم دارد) که قرآن یا بخش‌هایی از آن در فضایی خارج از حجاز و بعد از فتوحات اسلامی شکل گرفته است. با وجود این، نیکولای ساینای معتقد است احتمالش کم است این موضوع در مورد بخش‌های بزرگی از قرآن به اثبات برسد.

### آثار باستانی

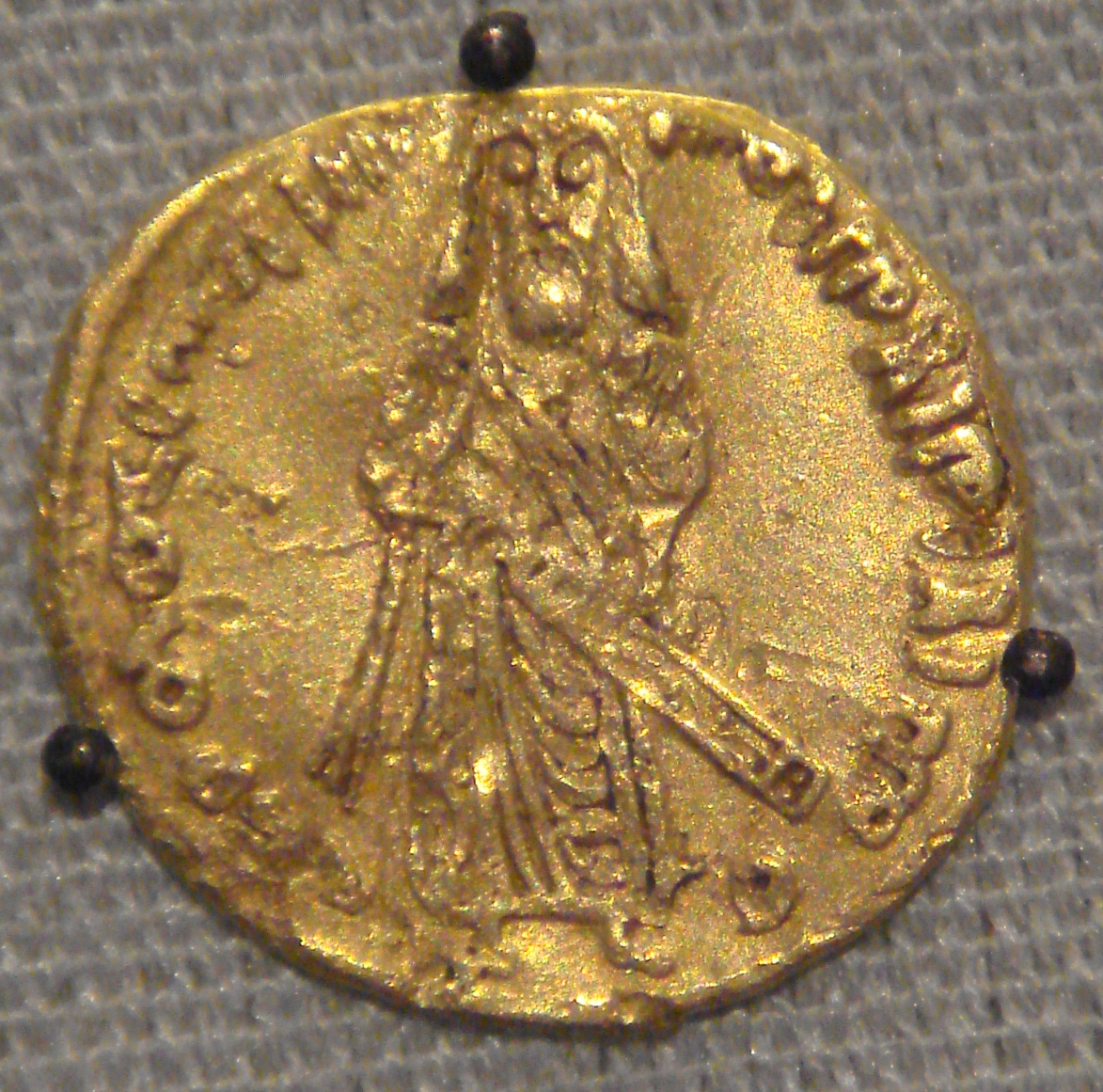
دینار طلای عبدالملک بن مروان اموی. برخی شخص در تصویر را محمّد می‌دانند.

## نام و نسب

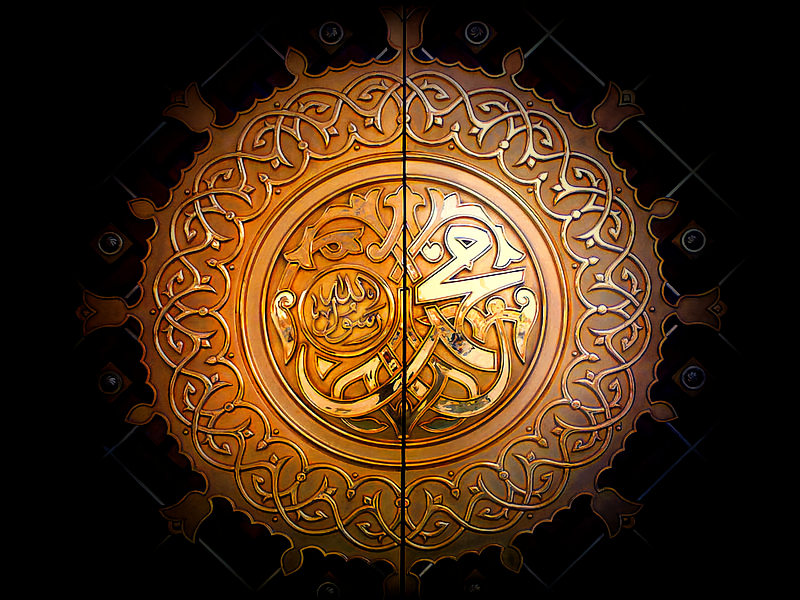
نقش نام «محمّد» بر دری از درهای مسجدالنبی، مدینه در عربستان.

### نسب

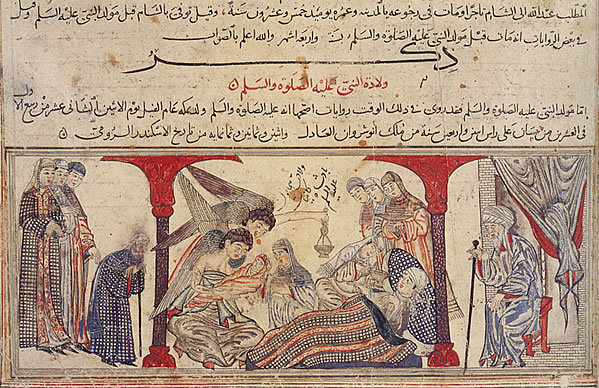
یک نقاشی در کتاب جامع التواریخ متعلق به قرن چهاردهم میلادی، که تولد محمّد را ترسیم کرده است.

## سرگذشت محمّد از دیدگاه تاریخی

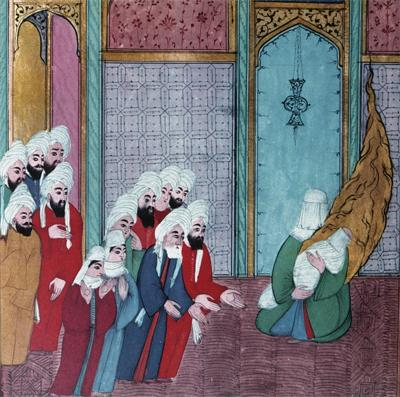
یک نقاشی در یک کتاب ترکی، از محمّد در بدو تولد. (آمنه در حال نشان دادن فرزند تازه متولدش به عبدالمطلب و دیگر مکیان)

#### ورود به یثرب

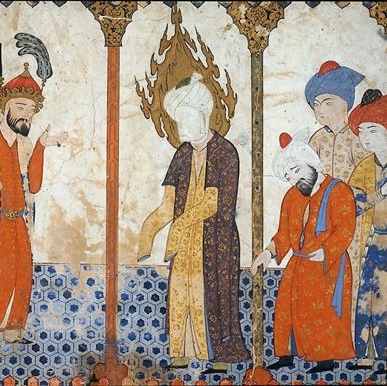
مینیاتوری عثمانی از محمد؛ آستین‌های او بلند است تا دستانش دیده نشود.